# آیفون اواس ۱
آیفون اواس ۱ اولین نسخه اصلی آی‌اواس، سیستم عامل تلفن همراه اپل است. هیچ نام رسمی در انتشار اولیه آن ذکر نشده‌است. ادبیات بازاریابی اپل به سادگی بیان کرده‌است که آیفون نسخه‌ای از سیستم عامل دسکتاپ اپل، مک‌اواس را اجرا می‌کند که در آن زمان با نام مک اواس ایکس شناخته می‌شد. در تاریخ ۶ مارس ۲۰۰۸، با انتشار کیت توسعه نرم‌افزار آیفون (iPhone SDK)، اپل آن را به سیستم‌عامل آیفون نامید (بعداً در ۷ ژوئن ۲۰۱۰ نام آن را «آی او اس» تغییر دادند). آیفون اواس ۲ در ۱۱ ژوئیه ۲۰۰۸ با‌عنوان جانشین آیفون اواس ۱ عرضه شد.
به روزرسانی آیفون او اس ۱٫۱٫۳ برای کاربران آی‌پاد تاچ ۱۹/۹۵ دلار هزینه برداشت.

## تاریخ

### معرفی و انتشار اولیه
آیفون او اس ۱ در ۹ ژانویه ۲۰۰۷، همراه با آیفون اصلی، توسط استیو جابز در کنفرانس مک ورلد و اسکپو معرفی شد. در آن زمان، جابز فقط گفت که آیفون "OS X" را اجرا می‌کند.
آیفون او اس ۱٫۰ در کنار آیفون در تاریخ ۲۹ ژوئن ۲۰۰۷ منتشر شد.

### به‌روزرسانی‌ها
| نسخه  | ساختن         | تاریخ انتشار    | یادداشت |
| ----- | ------------- | --------------- | --- |
| ۱٫۰   | 1A543a        | ۲۹ ژوئن ۲۰۰۷    | انتشار اولیه |
| ۱٫۰٫۱ | 1C25          | ۳۱ ژوئیه ۲۰۰۷   | رفع اشکالات، از جمله رفع مشکل امنیتی برای سافاری |
| ۱٫۰٫۲ | 1C28          | ۲۱ اوت ۲۰۰۷     | رفع اشکالات |
| ۱٫۱   | 3A101a        | ۱۴ سپتامبر ۲۰۰۷ | عرضه اولیه در آی پاد تاچ (نسل اول). اختصاصی این دستگاه iPhone OS 1.1 از فروشگاه iTunes برای خرید موسیقی، فیلم و آهنگ‌های زنگ برخوردار است |
| ۱٫۱٫۱ | 3A109a 3A110a | ۲۷ سپتامبر ۲۰۰۷ | فروشگاه آی‌تیونز به آیفون اضافه شد. رفع مشکلات امنیتی. |
| ۱٫۱٫۲ | 3B48b         | ۱۲ نوامبر ۲۰۰۷  | رفع اشکالات |
| ۱٫۱٫۳ | 4A93          | ۱۵ ژانویه ۲۰۰۸  | ویژگی‌های جدید از جمله: - پشتیبانی از تنظیم مجدد آیکون‌ها در صفحه اصلی؛ - پشتیبانی از ایجاد کلیپ‌های وب سایت‌ها. - توانایی پخش فیلم‌های بارگیری شده در Mac یا PC از فروشگاه iTunes. - پشتیبانی از ارسال پیام‌های متنی به یک گروه؛ - پیشرفت در Maps؛ - رفع مشکلات امنیتی |
| ۱٫۱٫۴ | 4A102         | ۲۶ فوریه ۲۰۰۸   | رفع اشکالات |
| ۱٫۱٫۵ | 4B1           | ۱۵ ژوئیه ۲۰۰۸   | مخصوص آی‌پاد تاچ (نسل اول) |